# Шотландское топонимическое общество
Шотландское топонимическое общество (англ. Scottish Place-Name Society, англ. Comann Ainmean-Áite na h-Alba) — научное общество Шотландии, которое ведёт исследования в сфере топонимики (изучение географических названий). Цели и задачи общества, согласно его Уставу, включают:
- а) формировать базу данных шотландских топонимов
- б) публиковать серию исследований топонимов Шотландии
- c) поддерживать связи с группами и лицами, чья деятельность связана с использованием топонимов Шотландии, а также аналогичными группами в других странах
- d) выпускать ежегодный бюллетень для членов общества
- e) участвовать других мероприятиях, способствующих достижению целей, заявленных в настоящем документе
- f) проводить информирование общественности путем поощрения исследований топонимов Шотландии.

Общество было основано в феврале 1996 года, штаб-квартира располагается в университете Глазго. С 2007 года издаёт свой журнал — «Journal of Scottish Name Studies». Почётный президент — доктор Саймон Тейлор.